# Eleno (figlio di Pirro)
Eleno (in greco antico: ῎Eλενος?, Èlenos, in latino Helĕnus; 291 a.C. circa) è stato un militare greco antico.

## Biografia
Figlio di Pirro, Eleno fu re dell'Epiro tra il 306 ed il 301 a.C. e di nuovo nel periodo 297 - 272 a.C.
Nel 273 seguì il padre nelle campagne militari in Italia, in Sicilia e nel Peloponneso, dove il padre morì durante l'assedio di Argo. Eleno assunse il comando dell'esercito, ma fu battuto da Antigono II Gonata, re di Macedonia (320-239 a.C.), e fu costretto ad arrendersi, venendo esiliato in Epiro.